# Autonome Yi Prefectuur Liangshan
Autonome Yi Prefectuur Liangshan (vereenvoudigd Chinees: 凉山彝族自治州 ; pinyin: Liángshān Yízú Zìzhìzhōu; Yi: ꆃꎭ/Niep Sha of/niep sha nuo su zyt jie jux dde/nɛ˨˩ʂa˧ nɔ˧su˧ ʦɿ˧ʨɛ˥ ʨu˦dɨ˧/) is een autonome prefectuur in Sichuan, China. De hoofdstad van de prefectuur is Xichang. Liangshan heeft een totale oppervlakte van 60.423 km² en meer dan 4.1 miljoen inwoners. De prefectuur bevat de grootste groep etnische Yi van China.

## Onderverdelingen
Liangshan heeft directe controle over 1 stadsarrondissement, 15 arrondissementen, en 1 autonoom arrondissement.
- Stadsarrondissement: Xichang
- Arrondissementen:
  - Yanyuan
  - Dechang
  - Huidong
  - Ningnan
  - Puge
  - Butuo
  - Jinyang
  - Zhaojue
  - Xide
  - Mianning
  - Yuexi
  - Ganluo
  - Meigu
  - Leibo
  - Huili
- Autonoom arrondissement: Muli Tibetan Autonomous County

## Etnische groepen in Liangshan
| Nationaliteit | Populatie | Percentage |
| ------------- | --------- | ---------- |
| Han           | 2.121.231 | 51,97%     |
| Yi            | 1.813.683 | 44,43%     |
| Tibetanen     | 60.679    | 1,49%      |
| Mongolen      | 27.277    | 0,67%      |
| Hui           | 18.385    | 0,45%      |
| Miao          | 11.912    | 0,29%      |
| Lisu          | 9.121     | 0,22%      |
| Buyi          | 5.459     | 0,13%      |
| Naxi          | 5.199     | 0,13%      |
| Overig        | 8.751     | 0,22%      |